# 13408 Deadoklestic
13408 Deadoklestic è un asteroide della fascia principale. Scoperto nel 1999, presenta un'orbita caratterizzata da un semiasse maggiore pari a 2,4228407 au e da un'eccentricità di 0,1795162, inclinata di 3,44094° rispetto all'eclittica.
L'asteroide è dedicato a Dea Doklestic, moglie di Mario Jurić, uno degli scopritori.